# Mont-Saint-Pierre
Mont-Saint-Pierre est une municipalité de village en Haute-Gaspésie au Québec (Canada). Le recensement de 2021 y dénombre 186 habitants.

## Toponymie
L'endroit se nommait auparavant Rivière-à-Pierre. Ce nom était en l'honneur de Pierre Picard. Cependant, un autre village portait le même nom dans le comté de Portneuf. Ainsi, le curé Elzéar Roy de Mont-Louis fit renommer l'endroit en Mont-Saint-Pierre en 1904.

## Histoire

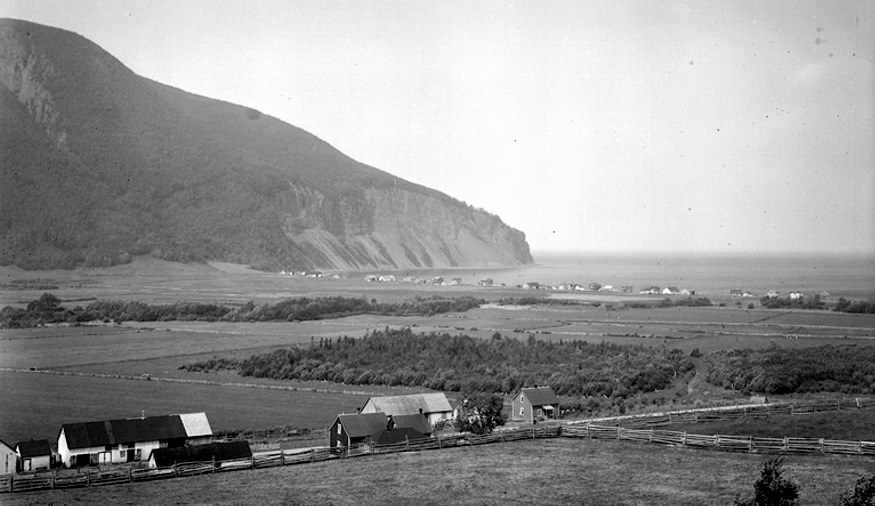
Une ferme dans la vallée de Mont-Saint-Pierre en 1944.

Le territoire de Mont-Saint-Pierre faisait autrefois partie de la seigneurie de Mont-Louis. Les premiers colons arrivèrent en 1863. Il s'agit de Louis Bernèche, son beau-frère Pierre Mercier et Anthyme Cloutier ainsi que leurs familles qui étaient des pêcheurs saisonniers en provenance de Saint-Thomas-de-Montmagny.
En 1910, un moulin à scie fut installé à Mont-Saint-Pierre par Pierre-Édouard McConvill de Joliette. La pêche et la production de ce moulin étaient les principales sources de l'économie du village. En 1940, un deuxième moulin fut bâti.
En 1929, une route de contour est aménagée ; ce qui permet aux touristes de se rendre à Mont-Saint-Pierre. L'endroit est populaire, surtout auprès des Américains. Ainsi, un premier motel est inauguré en 1924 et d'autres suivirent en 1929, 1932 et 1944, eux-mêmes suivis de deux hôtels en 1957 et 1961.

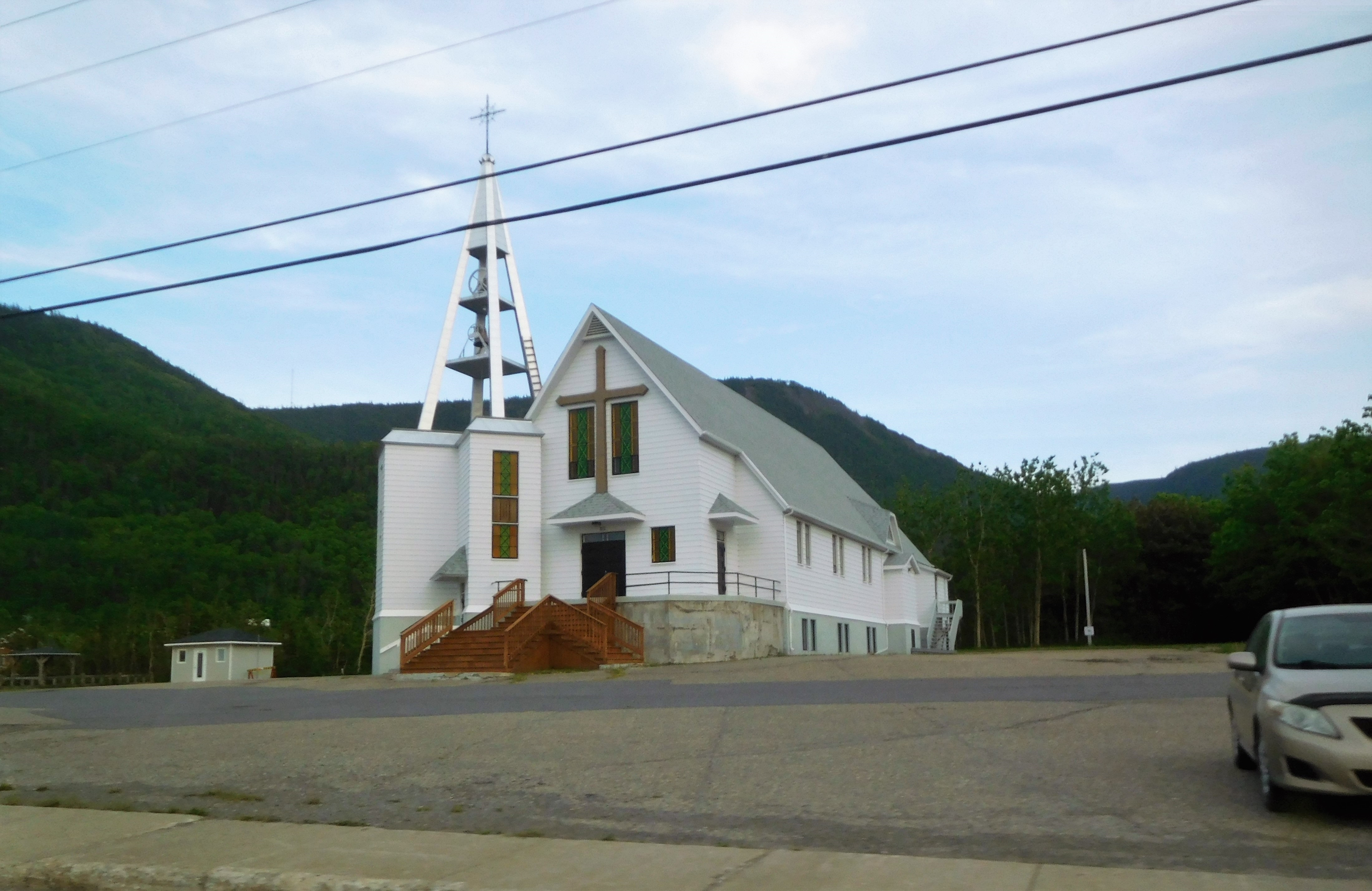
Église de Saint-Pierre-aux-Liens.

En 1947, la municipalité de Mont-Saint-Pierre a été créée officiellement et Alphonse Cloutier en fut le premier maire. En 1953, la paroisse catholique fut érigée canoniquement et la première chapelle fut bâtie. En 1959, cette dernière fut agrandie pour devenir une église.
Au milieu des années 1950, l'ouverture de la mine de Murdochville changea la vocation de plusieurs habitants de Mont-Saint-Pierre.

## Géographie
Mont-Saint-Pierre se trouve sur la rive sud de l'estuaire du fleuve Saint-Laurent sur la péninsule gaspésienne à 550 km au nord-est de Québec et à 140 km au nord-ouest de Gaspé. Le village est situé sur la rive d'une baie encaissée entre le mont François-Bernêche et le mont Saint-Pierre.
La rivière de Mont-Saint-Pierre traverse la municipalité du nord-ouest, près de la confluence de la rivière Branche de l'Est, au sud où elle se déverse dans l'estuaire maritime du Saint-Laurent.

## Démographie
| 1996 | 2001 | 2006 | 2011 | 2016 | 2021 |
| ---- | ---- | ---- | ---- | ---- | ---- |
| 288  | 239  | 230  | 192  | 155  | 186  |

## Administration
Les élections municipales se font en bloc pour le maire et les six conseillers.
| Mont-Saint-Pierre Maires depuis 2001                                                                                 |                         |         |          |
| Élection | Maire                   | Qualité | Résultat |
| 2001 | Majella Émond           |         | Voir     |
| 2005 | Robert Coulombe         |         | Voir     |
| n/d | Jean-Sébastien Cloutier |         | n/d      |
| 2009 | Jean-Sébastien Cloutier | Voir    |          |
| 2013 | Lynda Laflamme          |         | Voir     |
| 2017 | Magella Émond (2)       |         | Voir     |
| 2021 | Magella Émond (2)       | Voir    |          |
| Élection partielle en italique Depuis 2005, les élections sont simultanées dans toutes les municipalités québécoises |                         |         |          |